# Comastoma pulmonarium
Comastoma pulmonarium är en gentianaväxtart. Comastoma pulmonarium ingår i släktet lappgentianor, och familjen gentianaväxter.

## Underarter
Arten delas in i följande underarter:
- C. p. albiflorum
- C. p. pulmonarium
- C. p. sectum